# A magyar jégkorong-válogatott mérkőzései 1995-ben
A magyar jégkorong-válogatott 1995-ös programjában a Bulgáriában megrendezett C. csoportos világbajnokság szerepelt, ahol a csapat a hatodik helyen végzett.

## Eredmények
Barátságos mérkőzés
| 513. mérkőzés 1995. január 27. | Magyarország | 1 – 3 | Fehéroroszország | Székesfehérvár |
| 513. mérkőzés 1995. január 27. |              |       |                  | Székesfehérvár |

Barátságos mérkőzés
| 514. mérkőzés 1995. január 28. | Magyarország    | 9 – 1 | Horvátország | Székesfehérvár |
| 514. mérkőzés 1995. január 28. | (3:0, 3:0, 3:1) |       |              | Székesfehérvár |

Barátságos mérkőzés
| 515. mérkőzés 1995. január 29. | Magyarország    | 8 – 3 | Románia | Székesfehérvár |
| 515. mérkőzés 1995. január 29. | (1:1, 6:0, 1:2) |       |         | Székesfehérvár |

Világbajnokság C. csoport
| 516. mérkőzés 1995. március 21. | Magyarország    | 1 – 9 | Ukrajna | Szófia |
| 516. mérkőzés 1995. március 21. | (1:4, 0:3, 0:2) |       |         | Szófia |

Világbajnokság C. csoport
| 517. mérkőzés 1995. március 22. | Magyarország    | 9 – 1 | Jugoszlávia | Szófia |
| 517. mérkőzés 1995. március 22. | (4:0, 3:1, 2:0) |       |             | Szófia |

Világbajnokság C. csoport
| 518. mérkőzés 1995. március 24. | Magyarország | 3 – 4 | Kína | Szófia |
| 518. mérkőzés 1995. március 24. |              |       |      | Szófia |

Világbajnokság C. csoport
| 519. mérkőzés 1995. március 25. | Magyarország    | 2 – 6 | Észtország | Szófia |
| 519. mérkőzés 1995. március 25. | (0:1, 1:2, 1:3) |       |            | Szófia |

## Külső hivatkozások
- A Magyar Jégkorong Szövetség hivatalos honlapja